# 聖卡羅
聖卡羅，是日本純種競賽馬匹。生涯活躍於短途一哩賽事，曾勝出2009年新西蘭盃，亦於2011年勝出阪急盃及於2011和2012年連霸阪神盃。

## 出賽前
2006年2月5日出生於北海道白老町白老牧場，成長途中於一口馬主俱樂部Shadai Race Horse Co. Ltd.進行馬主募集。
其後交由美浦訓練中心練馬師大久保洋吉訓練。

## 競賽生涯

### 2歲
2008年10月19日出戰東京競馬場2歲新馬戰，比賽初段維持於第六的先頭位置下在直路順利透出，其後繼續維持穩定的走勢並成功壓制同父馬強勁回報取得首勝。
11月22日挑戰分級賽東京體育盃兩歲錦標，再度採用先行戰術下於直路跑獲不俗的表現，以不俗的勢頭衝出之下僅敗於中山慶典及Break Run Out取得第三。
12月20日出戰條件戰柊樹賞，本次比賽其選擇稍後的位置，但於通過彎道後隨即變奏上前，可惜未能追及前方的賽駒下以第三落敗。

### 3歲
2009年於首戰青年盃取得第三後出戰番紅花錦標，留守於中前方位置下在直路成功克服爛地一舉衝出，最終拉開後方1 1/4馬位率先衝線奪冠。
3月22日挑戰二級賽春季錦標，其採取維持於中後方位置的策略，於約莫第十追走之下於最後彎道開始透出。進入直路後，雖然其以不俗的姿態殺上，但仍然未能追及前方的對手取得第四。
未能取得皋月賞的優先出賽權下，其進一步縮程出戰新西蘭盃。比賽開始後，其一開始處於約莫第十二的中團位置，但於通過第一彎道後隨即沿着外檔位置上前，在對面直路成功進佔第六。進入直路後，其於中檔位置順利衝出，有效維持走勢下逐步彈離和自身同一時間進入直路的T Up Gold，最終以2馬位優勢取得首個分級賽冠軍。
5月10日，其按照計劃出戰NHK一哩賽，比賽途中維持於第十一的中團後方位置下未能在直路發揮衝刺力，最終僅以第八衝線。然而所有賽駒衝線後，賽會隨即展開審議，並認為其於第四彎道的外閃行為阻礙Iron Look，於直路上的再度外閃亦有阻礙Daiwa Prevail之疑，最終被判處雙重阻礙下直接被貶至包尾第十八，鞍上人吉田豐亦因此受到停賽8個賽馬日的嚴重處分。
夏季處於休養狀態下在秋季復出，然而於起動戰富士錦標中未能衝刺以第十一大敗，於正賽一哩冠軍賽亦繼續維持低迷的狀態取得第十二的戰績。
12月20日再度縮程至短途賽事以阪神盃作為目標，採用後上戰術下於直路未能壓制早一步透出的拳壇奇蹟，最終僅能和一同後上的Premium Box跑獲一席平頭亞軍。

### 4歲
2010年首戰為2月的阪急盃，採用居中戰術下於直到不斷追走，最終成功爆發出不俗的速度下敗於僅敗於榮進快蹄及一卡美鑽取得第三。
其後挑戰一級賽高松宮紀念，賽前取得第四人氣。比賽開始後，其選擇留後並保持於隊伍最後方的位置，於通過彎道時稍為抽出並望空。進入直路後，其於大外檔位置奮力加速追趕前方的賽駒，嘗試迫近前方展開激烈纏鬥的拳壇奇蹟及加登快駒，可惜未能貼近兩駒之下，其再被位置稍前的榮進快蹄牽制，最終以第四落敗。
完成高松宮紀念後嘗試重返一哩戰線，但於前哨戰京王盃春季盃中因未能加速以第十大敗，於安田紀念亦因為同樣原因跑獲第十三。
進入秋季以京成盃秋季讓賽作為起動戰，雖然於後方位置以沉穩的姿態等待時機，然而於直路上因為受到重磅的影響未能縮窄和前方的距離，以第五的戰績落敗。
9月12日出戰短途馬錦標，繼續採用後上戰術展開賽事，並於通過彎道時候仍然向內取位。進入直路後，其於內欄位置逐步加速並尋找位置透出，但於中段時被前方的衝鋒駿驥壓迫下雖然重新取位，最終以第四完賽。但於賽後審議中，賽會指出第二名衝線的衝鋒進驥之行為構成阻礙，於對手被貶至第四的情況下，其遞補成為第三。
其後於年間繼續出戰多三場賽事，但均未有優秀表現，最佳戰績為於阪神盃取得第六。

### 5歲
2011年和去年一樣以阪急盃作為首戰，本次比賽其重拾久違的居中戰術，穩定地緊守內欄有利位置，於通過彎道時才逐步取位。進入直路後，其以猛烈的攻勢於中檔位置殺上，最終成功超越前方的第一人氣熱門禮貌周到，以1 1/4馬位優勢取得時隔1年10個月的勝利。
3月按照計劃出戰高松宮紀念，比賽初段維持於馬群的中後方位置，於通過彎道後隨即抽出抽出外檔望空發力。進入直路後，其以優秀的反應嚮應騎師吉田的指揮衝出，迅速透出之下彈離後方對手，可惜最終現形未能威脅前方的拳壇奇蹟，最終敗於其之下以第二完賽。
其後再度增程挑戰一哩賽事，但和上年度一樣未能做出優秀戰績，於京王盃春季盃及安田紀念中分別以第九及第十三落敗。
進入秋季，其本年度改變戰略以人馬錦標作為調整，但於直路上礙於留後而未能最大程度縮窄和前方賽駒的距離，最終取得第四的戰績。
10月2日出戰短途馬錦標，其於初段因為漏閘而需要保持於最後方位置，最終於直路上亦未能順利提速上前，以第七落敗，其後的天鵝錦標亦以同樣情況僅跑獲第四。
年末，其以阪神盃作為年間最後一場賽事，賽前獲得第四人氣。比賽開始後，其以居中戰術展開，進佔馬群中央約莫第十的位置，並於最後彎道開始發力。進入直路後，其以不俗的走勢由所在位置衝出，最終成功壓制前方的大賽波士，以鼻位優勢壓贏對手險勝。

### 6歲
2012年2月26日再度以阪急盃作為年度首戰，維持於中團位置下在直路於外檔展開追逐，可惜未能貼近前方賽駒下僅跑獲第三。
3月再度挑戰高松宮紀念，繼續採用阪急盃的戰術下於直路未能追近一早透出的真機伶，最終以頸位差距敗於對手，連續第二年以亞軍的戰績完賽。
其後出戰京王盃春季盃，雖然於比賽途中維持有利位置等待時機，但於直路上未能戰績自身的加速力，最終以第十落敗。
進入秋季後，其一度陷入低潮之中，於人馬錦標、短途馬錦標、天鵝錦標及一哩冠軍賽中無一跑入頭五之內，分別取得第十四、第六、第八及第七。
12月下旬，再度以阪神盃作為年度收官之戰，比賽途中一直維持於後方之下於直路突然加速殺出，最終於大外檔位置轟出後600米34.4秒的末腳速度下成功超越並拉開禮貌周到，連霸此賽事之餘亦取得第四個分級賽冠軍。

### 7歲
進入2013年，其雖然繼續於短途一哩戰線中進發，然而因為狀態開始衰退以未能跑出優秀戰績，於本年度中最佳為於年初的阪急盃及年末的阪神盃跑獲第四。

### 8歲
2014年，其除了於年初的阪急盃以不俗的走勢追近前方跑獲第二外，在其他賽事並無優秀的表現。
12月27日於阪神盃以第十三落敗後，陣營決定安排其退役，並於翌年1月4日取消日本中央競馬會的賽駒註冊。

### 詳細賽績
| 日期       | 舉辦國家 | 馬場 | 距離   | 級別   | 賽事名稱           | 負重 | 騎師     | 馬號 | 出馬 | 名次 | 時間   | 頭馬（二馬）        |
| ---------- | -------- | ---- | ------ | ------ | ------------------ | ---- | -------- | ---- | ---- | ---- | ------ | ------------------- |
| 19/10/2008 | 日本     | 東京 | 草1600 |        | 2歲新馬            | 54   | 吉田豐   | 2    | 16   | 1    | 1:35.4 | （強勁回報）        |
| 22/11/2008 | 日本     | 東京 | 草1800 | JpnIII | 東京體育盃兩歲錦標 | 55   | 吉田豐   | 6    | 14   | 3    | 1:47.9 | 中山慶典            |
| 20/12/2008 | 日本     | 中山 | 草1600 |        | 柊樹賞             | 55   | 吉田豐   | 15   | 16   | 3    | 1:35.7 | Mejiro Champ        |
| 5/1/2009   | 日本     | 中山 | 草1600 | OP     | 青年盃             | 56   | 吉田豐   | 4    | 8    | 3    | 1:34.8 | Advance Halo        |
| 31/1/2009  | 日本     | 東京 | 草1400 | OP     | 番紅花錦標         | 56   | 吉田豐   | 7    | 13   | 1    | 1:25.0 | （Sugano Medalist） |
| 22/3/2009  | 日本     | 中山 | 草1800 | JpnII  | 春季錦標           | 56   | 吉田豐   | 14   | 16   | 4    | 1:51.0 | 所向披靡            |
| 11/4/2009  | 日本     | 中山 | 草1600 | GII    | 新西蘭盃           | 56   | 吉田豐   | 5    | 16   | 1    | 1:33.8 | （T Up Gold）       |
| 10/5/2009  | 日本     | 東京 | 草1600 | GI     | NHK一哩賽          | 57   | 吉田豐   | 4    | 18   | 18   | 1:33.4 | 咖啡寶              |
| 24/10/2009 | 日本     | 東京 | 草1600 | GIII   | 富士錦標           | 56   | 吉田豐   | 18   | 18   | 11   | 1:33.7 | Absolute            |
| 22/11/2009 | 日本     | 京都 | 草1600 | GI     | 一哩冠軍賽         | 56   | 吉田豐   | 16   | 18   | 12   | 1:33.8 | 結伴行              |
| 20/12/2009 | 日本     | 阪神 | 草1400 | GII    | 阪神盃             | 56   | 吉田豐   | 17   | 18   | 2    | 1:20.6 | 拳壇奇蹟            |
| 28/2/2010  | 日本     | 阪神 | 草1400 | GIII   | 阪急盃             | 58   | 吉田豐   | 6    | 16   | 3    | 1:21.6 | 榮進快蹄            |
| 28/3/2010  | 日本     | 中京 | 草1200 | GI     | 高松宮紀念         | 57   | 吉田豐   | 13   | 18   | 4    | 1:08.7 | 拳壇奇蹟            |
| 15/5/2010  | 日本     | 東京 | 草1400 | GII    | 京王盃春季盃       | 57   | 吉田豐   | 6    | 17   | 10   | 1:20.7 | Thanks Note         |
| 6/6/2010   | 日本     | 東京 | 草1600 | GI     | 安田紀念           | 56   | 吉田豐   | 16   | 18   | 13   | 1:32.8 | 昭和革新            |
| 12/9/2010  | 日本     | 中山 | 草1600 | GIII   | 京成盃秋季讓賽     | 57   | 吉田豐   | 6    | 14   | 5    | 1:33.0 | Fireflaught         |
| 3/10/2010  | 日本     | 中山 | 草1200 | GI     | 短途馬錦標         | 57   | 吉田豐   | 3    | 16   | 3    | 1:07.7 | 極奇妙              |
| 13/10/2010 | 日本     | 東京 | 草1600 | GIII   | 富士錦標           | 57   | 吉田豐   | 16   | 17   | 8    | 1:33.2 | 衝鋒駿驥            |
| 21/11/2010 | 日本     | 東京 | 泥1400 | OP     | 霜月錦標           | 57   | 吉田豐   | 7    | 16   | 11   | 1:25.2 | Sei Crimson         |
| 18/12/2010 | 日本     | 阪神 | 草1400 | GII    | 阪神盃             | 57   | 吉田豐   | 12   | 17   | 6    | 1:20.7 | 拳壇奇蹟            |
| 27/2/2011  | 日本     | 阪神 | 草1400 | GIII   | 阪急盃             | 57   | 吉田豐   | 15   | 16   | 1    | 1:20.1 | （禮貌周到）        |
| 27/3/2011  | 日本     | 阪神 | 草1200 | GI     | 高松宮紀念         | 57   | 吉田豐   | 8    | 16   | 2    | 1:08.1 | 拳壇奇蹟            |
| 14/5/2011  | 日本     | 東京 | 草1400 | GII    | 京王盃春季盃       | 57   | 吉田豐   | 6    | 17   | 9    | 1:20.8 | 強勁回報            |
| 5/6/2011   | 日本     | 東京 | 草1600 | GI     | 安田紀念           | 56   | 横山典弘 | 5    | 18   | 13   | 1:33.1 | 實際影響            |
| 11/9/2011  | 日本     | 阪神 | 草1200 | GII    | 人馬錦標           | 57   | 吉田豐   | 7    | 15   | 4    | 1:08.7 | 榮進女神            |
| 2/10/2011  | 日本     | 中山 | 草1200 | GI     | 短途馬錦標         | 57   | 吉田豐   | 6    | 16   | 7    | 1:08.0 | 真機伶              |
| 29/10/2011 | 日本     | 京都 | 草1400 | GII    | 天鵝錦標           | 57   | 吉田豐   | 15   | 18   | 4    | 1:20.0 | 北歐神劍            |
| 17/12/2011 | 日本     | 阪神 | 草1400 | GII    | 阪神盃             | 57   | 吉田豐   | 13   | 18   | 1    | 1:20.5 | （大賽波士）        |
| 26/2/2012  | 日本     | 阪神 | 草1400 | GIII   | 阪急盃             | 57   | 吉田豐   | 16   | 16   | 3    | 1:22.3 | 神通鼎盛            |
| 25/3/2012  | 日本     | 中京 | 草1200 | GI     | 高松宮紀念         | 57   | 吉田豐   | 17   | 18   | 2    | 1:10.3 | 真機伶              |
| 12/5/2012  | 日本     | 東京 | 草1400 | GII    | 京王盃春季盃       | 57   | 吉田豐   | 2    | 15   | 10   | 1:20.8 | 瑞士名錶            |
| 9/9/2012   | 日本     | 阪神 | 草1200 | GII    | 人馬錦標           | 57   | 吉田豐   | 2    | 16   | 14   | 1:08.2 | 辛辣風味            |
| 30/9/2012  | 日本     | 中山 | 草1200 | GI     | 短途馬錦標         | 57   | 吉田豐   | 4    | 16   | 6    | 1:07.0 | 龍王                |
| 27/10/2012 | 日本     | 京都 | 草1400 | GII    | 天鵝錦標           | 57   | 吉田豐   | 10   | 16   | 8    | 1:20.9 | 大賽波士            |
| 18/11/2012 | 日本     | 京都 | 草1600 | GI     | 一哩冠軍賽         | 57   | 吉田豐   | 2    | 18   | 17   | 1:33.4 | 瑞士名錶            |
| 24/12/2012 | 日本     | 阪神 | 草1400 | GII    | 阪神盃             | 57   | 吉田豐   | 13   | 18   | 1    | 1:21.0 | （禮貌周到）        |
| 24/2/2013  | 日本     | 阪神 | 草1400 | GIII   | 阪急盃             | 57   | 吉田豐   | 1    | 16   | 4    | 1:21.2 | 龍王                |
| 24/3/2013  | 日本     | 中京 | 草1200 | GI     | 高松宮紀念         | 57   | 吉田豐   | 9    | 17   | 9    | 1:08.7 | 龍王                |
| 11/5/2013  | 日本     | 東京 | 草1400 | GII    | 京王盃春季盃       | 57   | 吉田豐   | 9    | 18   | 11   | 1:21.2 | 大和佳駿            |
| 25/8/2013  | 日本     | 函館 | 草1200 | GIII   | 堅蘭盃             | 59   | 吉田豐   | 16   | 16   | 7    | 1:12.6 | 永恒印記            |
| 29/9/2013  | 日本     | 中山 | 草1200 | GI     | 短途馬錦標         | 57   | 吉田豐   | 4    | 16   | 8    | 1:07.7 | 龍王                |
| 26/10/2013 | 日本     | 京都 | 草1400 | GII    | 天鵝錦標           | 57   | 吉田豐   | 12   | 13   | 8    | 1:21.6 | 李察先生            |
| 23/12/2013 | 日本     | 阪神 | 草1400 | GII    | 阪神盃             | 57   | 吉田豐   | 6    | 18   | 4    | 1:21.8 | 實際影響            |
| 2/3/2014   | 日本     | 阪神 | 草1400 | GIII   | 阪急盃             | 56   | 吉田豐   | 6    | 16   | 2    | 1:21.4 | 李察先生            |
| 30/3/2014  | 日本     | 中京 | 草1200 | GI     | 高松宮紀念         | 57   | 吉田豐   | 3    | 18   | 13   | 1:13.6 | 李察先生            |
| 27/4/2014  | 日本     | 京都 | 草1600 | GII    | 讀賣盃             | 56   | 吉田豐   | 3    | 16   | 7    | 1:32.4 | 世界王牌            |
| 31/8/2014  | 日本     | 札幌 | 草1200 | GIII   | 堅蘭盃             | 57   | 吉田豐   | 6    | 16   | 9    | 1:09.3 | 織紗長袍            |
| 5/10/2014  | 日本     | 新潟 | 草1200 | GI     | 短途馬錦標         | 57   | 吉田豐   | 17   | 18   | 10   | 1:09.1 | 瑞草祥龍            |
| 27/12/2014 | 日本     | 阪神 | 草1400 | GII    | 阪神盃             | 57   | 吉田豐   | 11   | 18   | 13   | 1:21.4 | 實際影響            |

## 退役後
退役後，聖卡羅成為了配種馬，於北海道新冠町優駿Stallion Station休養，在2015年進行配種。首批子嗣於2016年出生。首批子嗣可於2017年出賽。
2020年配種季後由配種馬退役，前往北海道日高町凡爾賽牧場作為乘騎馬使用。
2020年10月17日深夜，其因為腹絞痛惡化死亡，享年14歲。

## 血統簡介
父系吉兆爲美國生產的日本賽駒，生涯戰績彪炳，曾於2002年及2003年連霸秋季天皇賞及有馬紀念。祖父Kris S.爲美國賽駒，生涯僅出戰五場賽事並勝出其中三場，但未有任何分級賽優勝紀錄。
母系Diva為日本賽駒，生涯僅勝出條件戰。外祖父Crafty Prospector爲美國賽駒，於美國七勝泥地賽。

### 血統表
| 父線：雷弼圖系（Hail to Reason系） |                                  |                  |                   |
| 種馬 吉兆 1999年（深棗色）         | Kris S. 1977年（深棗色）         | 雷弼圖           | Hail to Reason    |
| 種馬 吉兆 1999年（深棗色）         | Kris S. 1977年（深棗色）         | 雷弼圖           | Bramalea          |
| 種馬 吉兆 1999年（深棗色）         | Kris S. 1977年（深棗色）         | Sharp Queen      | Princequillo      |
| 種馬 吉兆 1999年（深棗色）         | Kris S. 1977年（深棗色）         | Sharp Queen      | Bridgework        |
| 種馬 吉兆 1999年（深棗色）         | Tee Kay 1991年（深棗色）         | Gold Meridian    | 西雅圖迴旋        |
| 種馬 吉兆 1999年（深棗色）         | Tee Kay 1991年（深棗色）         | Gold Meridian    | Queen Louie       |
| 種馬 吉兆 1999年（深棗色）         | Tee Kay 1991年（深棗色）         | Tri Argo         | Tri Jet           |
| 種馬 吉兆 1999年（深棗色）         | Tee Kay 1991年（深棗色）         | Tri Argo         | Hail Proudly      |
| 繁殖雌馬 Diva 1997年（栗色）       | Crafty Prospector 1979年（栗色） | 淘金者           | Raise a Native    |
| 繁殖雌馬 Diva 1997年（栗色）       | Crafty Prospector 1979年（栗色） | 淘金者           | Gold Digger       |
| 繁殖雌馬 Diva 1997年（栗色）       | Crafty Prospector 1979年（栗色） | Real Crafty Lady | In Reality        |
| 繁殖雌馬 Diva 1997年（栗色）       | Crafty Prospector 1979年（栗色） | Real Crafty Lady | Princess Roycraft |
| 繁殖雌馬 Diva 1997年（栗色）       | Miss Secreto                     | Secreto          | 北地舞人          |
| 繁殖雌馬 Diva 1997年（栗色）       | Miss Secreto                     | Secreto          | Betty's Secret    |
| 繁殖雌馬 Diva 1997年（栗色）       | Miss Secreto                     | My First Fling   | Olden Times       |
| 繁殖雌馬 Diva 1997年（栗色）       | Miss Secreto                     | My First Fling   | Hello Theo        |
| 雌系：號族：23-b                   |                                  |                  |                   |
| 五代內近親交配：Nashua 5×5         |                                  |                  |                   |

## 命名由來
名字San Carlo（サンカルロ）出自位於意大利坎帕尼亞大區拿坡里廣域市拿坡里的聖卡洛劇院，香港則以「聖卡羅」作為翻譯。

## 外部連結
- 聖卡羅 netkeiba.com （页面存档备份，存于）
- 血統表